# Rafał Kubacki
Rafał Andrzej Kubacki (* 23. března 1967 Vratislav, Polsko) je bývalý reprezentant Polska v judu.

## Sportovní kariéra
S judem začínal ve vratislavském klubu Gwardia pod vedením Jana Hurkota. Vratislavi zůstal věrný po celou kariéry, ale vrcholovou přípravu absolvoval u vojáků v klubu Śląsk a ke konci kariéry v univerzitním klubu AZS-AWF.
V roce 1988 prohrál nominaci na olympijské hry v Soulu s reprezentačním kolegou Andrzejem Basikem, byť dosahoval lepších sportovních výsledků. V roce 1992 si účast na olympijských hrách v Barceloně ujít nenechal, ale prohrál ve čtvrtfinále s Gruzíncem Davitem Chachaleišvilim na koku. Po olympijských hrách v Barceloně se postupně orientoval na politiku a sportu věnoval méně času. Na olympijských hrách v Atlantě v roce 1996 protaktizoval čtvrtfinále a medaili opět nezískal. Jeho poslední účast na olympijských hrách v Sydney byla již symbolická. Vzápětí ukončil sportovní kariéru.

## Výsledky

### Váhové kategorie
| Turnaj             | 1985       | 1986       | 1987       | 1988       | 1989       | 1990       | 1991       | 1992       | 1993       | 1994       | 1995       | 1996       | 1997       | 1998       | 1999       | 2000       |
| Turnaj             | 18         | 19         | 20         | 21         | 22         | 23         | 24         | 25         | 26         | 27         | 28         | 29         | 30         | 31         | 32         | 33         |
| Turnaj             | těžká váha | těžká váha | těžká váha | těžká váha | těžká váha | těžká váha | těžká váha | těžká váha | těžká váha | těžká váha | těžká váha | těžká váha | těžká váha | těžká váha | těžká váha | těžká váha |
| ------------------ | ---------- | ---------- | ---------- | ---------- | ---------- | ---------- | ---------- | ---------- | ---------- | ---------- | ---------- | ---------- | ---------- | ---------- | ---------- | ---------- |
| Olympijské hry     |            |            |            | —          |            |            |            | úč.        |            |            |            | úč.        |            |            |            | úč.        |
| Mistrovství světa  | —          |            | —          |            | 3.         |            | úč.        |            | 5.         |            | úč.        |            | 7.         |            | 7.         |            |
| Mistrovství Evropy | —          | —          | 5.         | ?          | 1.         | —          | 3.         | —          | 3.         | 2.         | 3.         | 3.         | 3.         | 2.         | —          | —          |
| MS juniorů         |            | 1.         |            |            |            |            |            |            |            |            |            |            |            |            |            |            |
| ME juniorů         | 1.         | 1.         | 1.         |            |            |            |            |            |            |            |            |            |            |            |            |            |

### Bez rozdílu vah
| Turnaj             | 1985 | 1986 | 1987 | 1988 | 1989 | 1990 | 1991 | 1992 | 1993 | 1994 | 1995 | 1996 | 1997 | 1998 | 1999 | 2000 |
| Turnaj             | 18   | 19   | 20   | 21   | 22   | 23   | 24   | 25   | 26   | 27   | 28   | 29   | 30   | 31   | 32   | 33   |
| ------------------ | ---- | ---- | ---- | ---- | ---- | ---- | ---- | ---- | ---- | ---- | ---- | ---- | ---- | ---- | ---- | ---- |
| Mistrovství světa  | —    |      | úč.  |      | —    |      | úč.  |      | 1.   |      | úč.  |      | 1.   |      | úč.  |      |
| Mistrovství Evropy | —    | —    | —    | ?    | —    | —    | úč.  | —    | 7.   | úč.  | —    | —    | —    | —    | —    | 5.   |